# Jean-Adolphe Beaucé

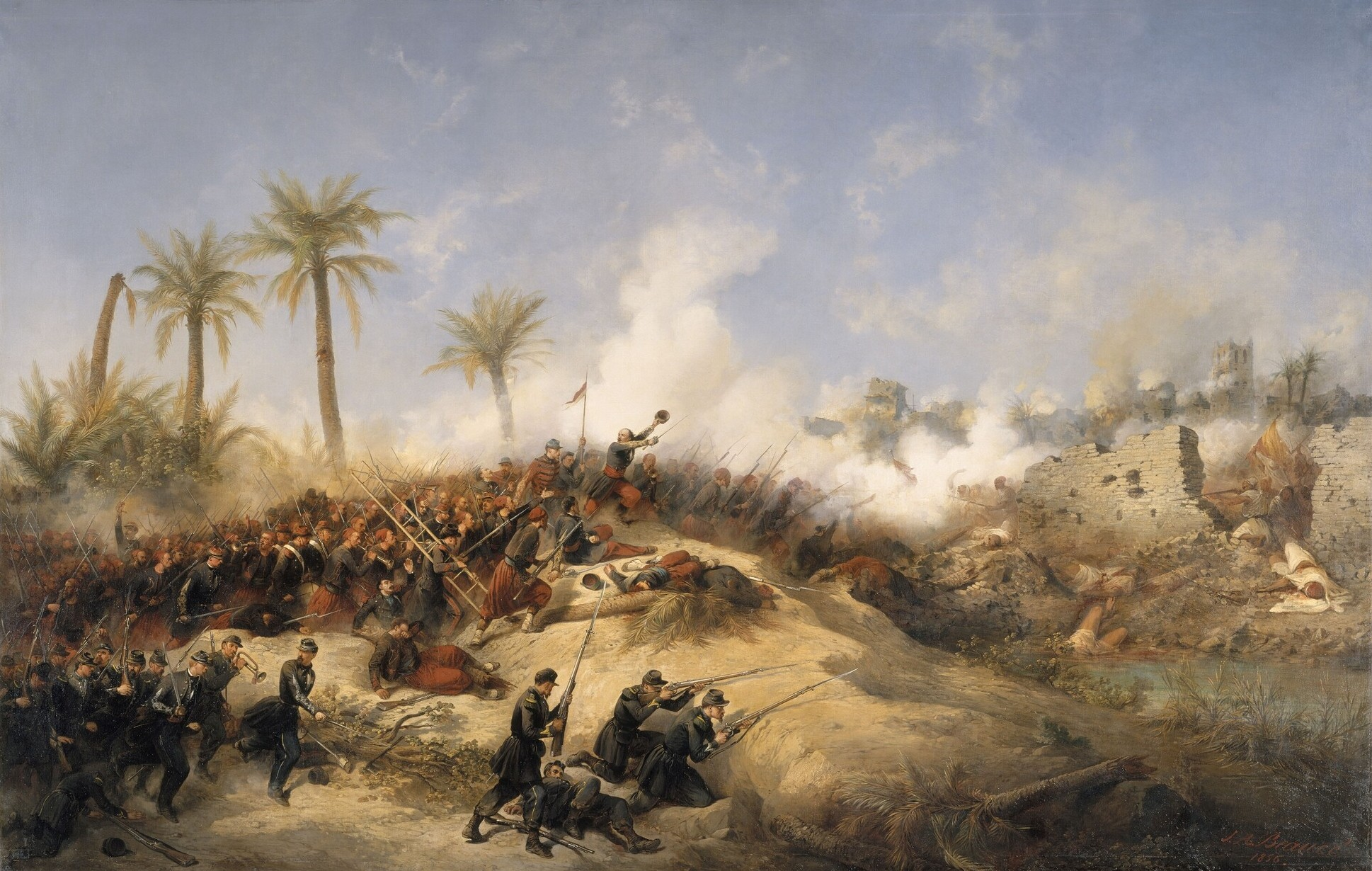
Jean-Adolphe Beaucé: Assaut de Zaatcha, 26 novembre 1849, 1855, Musée national des châteaux de Versailles et de Trianon

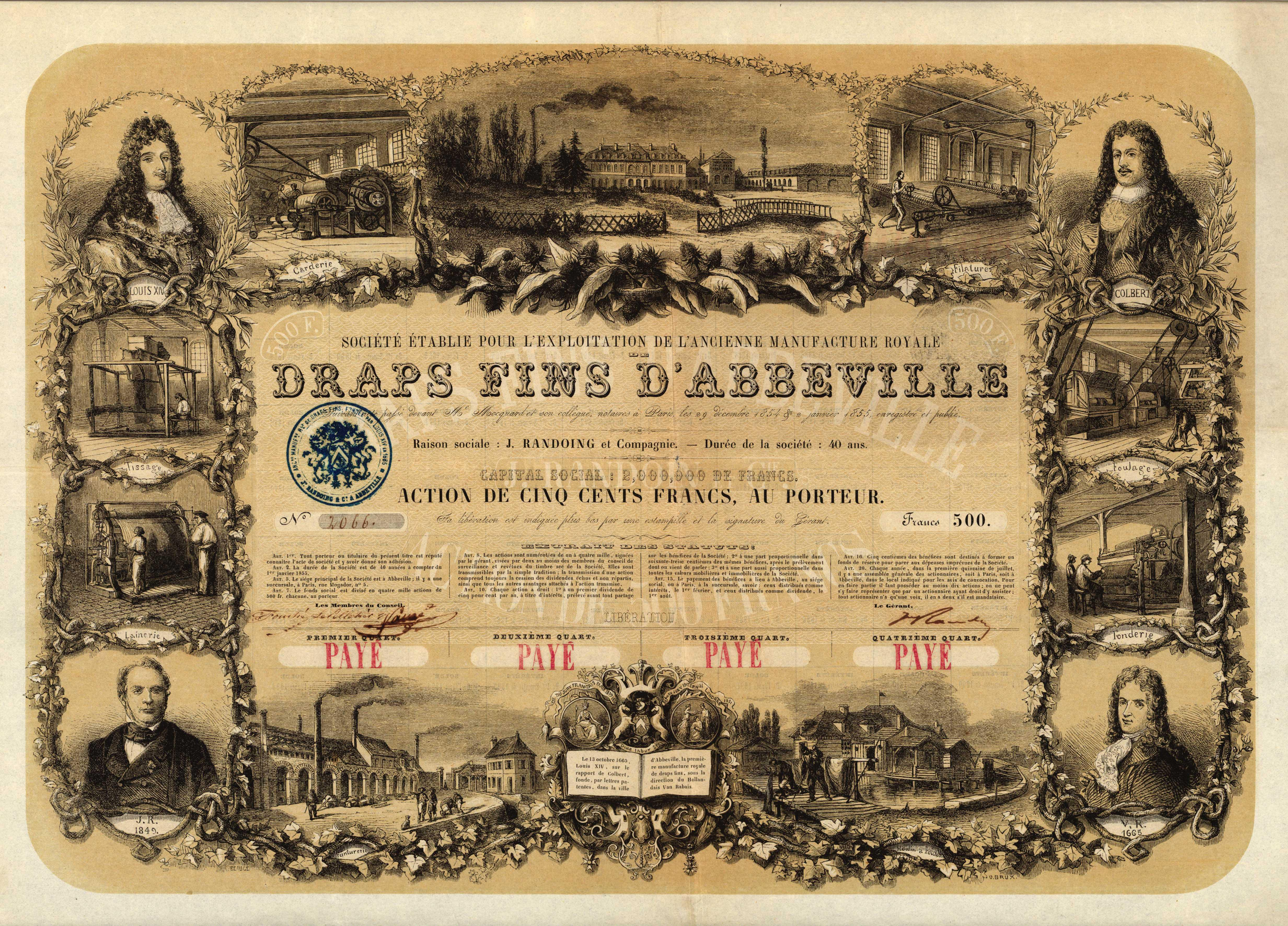
Jean-Adolphe Beaucé entwarf diese Aktie der Soc. Établie pour l'Exploitation de l'Ancienne Manufacture Royale de Draps Fins d'Abbeville vom 2. Januar 1855

Jean-Adolphe Beaucé (*  2. August 1818 in Paris; † 13. Juli 1875 in Boulogne-sur-Mer) war ein französischer Maler und Grafiker.

## Leben und Werk
Beaucé erhielt seine künstlerische Ausbildung im Atelier des Malers Charles-Louis Bazin. Anschließend spezialisierte er sich auf militärische Darstellungen im Stil von Horace Vernet. 1839 debütierte er mit dem Schlachtengemälde La bataille de Toulouse, 10 avril 1814 im Salon de Paris, wo er in den Folgejahren regelmäßig ausstellte. Wiederholt begleitete er im Auftrag der Regierung die französische Armee bei ihren Feldzügen und schuf offizielle Darstellungen des militärischen Geschehens.
In Algerien entnahm er Motive für die Bilder Prise de la Smala d’Abd-el-Kader par S.A.R. le Mgr le duc d’Aumale (Salon von 1844) und La Charge du colonel Morris à la bataille d’Isly (Salon von 1853). Den Krimkrieg stellte er im Gemälde Le général Conrobert reconnaissant les travaux des Russes devant Sébastopol (Salon von 1861) dar und die französische Intervention im Libanon fand in Le Debarquement des troupes français en Syrie, à Beyrouth ihre bildliche Umsetzung. Wenig später begleitete Beaucé die Truppen nach Italien, wo er die Schlacht von Solferino als Motiv wählte (Gemälde La Bataille de Solferino im Salon von 1861).
Zudem begleitete der Künstler die Armee über den Atlantik, um im Rahmen der Französischen Intervention in Mexiko weitere Bildideen zu finden. Nach dieser Reise entstanden Bilder wie Le Campement du 3e zouaves à San Jacinto und L’Entrée du sorps expéditionnaire français à Mexico, le 10 juin 1865. Während des Deutsch-Französischen Krieges wurde er zusammen mit der französischen Rheinarmee während der Belagerung von Metz eingeschlossen.
Neben seinem malerischen Werk schuf Beaucé zahlreiche Zeichnungen für Holzschnitte, die überwiegend zur Illustration von Büchern dienten. Hierzu gehören Jean Bart et Louis XIV von Eugène Sue, Des Quarante-cinq von Alexandre Dumas dem Älteren, Histoire de Napoléon I. von Laurent de l’Ardèche sowie Werke von Victor Hugo.

## Werke in öffentlichen Sammlungen
Musée national des châteaux de Versailles et de Trianon
- François-Achille Bazaine, Maréchal de France
- Assaut de Zaatcha, 26 novembre 1849
- Assaut et prise de Laghouat du 4 décembre 1852
- Débarquement des troupes françaises en Syrie le 16 août 1860
- Entrée à Mexico du corps expéditionnaire, 10 juin 1863
- Philippe-Antoine, Comte d’Ornano, Maréchal de France
- Siège de Puebla, prise du fort San-Xavier, 29 mars 1863

Musée national du château de Compiègne
- Le Général Niel à la bataille de Solférino
- Napoléon III en Algérie

Musée des Beaux-Arts, Pau
- Portrait en pied du Maréchal Bosquet